# Сирбі (Вилча)
Сирбі (рум. Sârbi) — село у повіті Вилча в Румунії. Входить до складу комуни Шушань.
Село розташоване на відстані 161 км на захід від Бухареста, 55 км на південний захід від Римніку-Вилчі, 42 км на північний схід від Крайови.

## Населення
За даними перепису населення 2002 року у селі проживали 115 осіб, усі — румуни. Усі жителі села рідною мовою назвали румунську.